# Omaha (Schiff, 1872)
Die Omaha war eine Sloop der Algoma-Klasse der United States Navy die zwischen 1872 und 1891 in Dienst stand. Das Schiff war nach der Stadt Omaha im amerikanischen Bundesstaat Nebraska benannt.

## Geschichte
Das Schiff wurde 1867 bei der Marinewerft in Philadelphia auf Kiel gelegt und lief am 10. Juni 1869, mit dem Namen Astoria, vom Stapel. Die Indienststellung erfolgte am 12. September 1872 unter dem Kommando von Captain John C. Febiger.

### Atlantic Stations, 1873–1879
Das erste Kommando führte die USS Omaha zur „South Atlantic Squadron“, sie stand dann von 1873 bis 1879 wechselweise bei den South- und „North Atlantic Stations“. Von 1880 bis 1884 war das Schiff in Philadelphia für eine Generalüberholung aufgelegt worden. 1885 verlegte sie über Kap Hoorn zur „Asiatic Station“.

### Asiatic Station, 1885–1891
Von 1885 bis 1891 war die Omaha der „Asiatic Station“ zugeteilt. Auf Ersuchen des U.S. Generalkonsuls in Japan wurde in der Nacht zum 8. Februar 1890 eine Mannschaft an Land gesetzt, um bei der Bekämpfung des in Hodogaya ausgebrochenen Großbrandes Hilfe zu leisten.

### Marine Hospital, 1891–1914
Im Jahre 1891 wurde die USS Omaha nach Mare Island Navy Yard verlegt, wo sie außer Dienst gestellt wurde. Obwohl eine Wiederindienststellung nicht erfolgte, wurde sie weiter genutzt, indem sie dem „Marine Hospital Service“ übergeben und als Quarantäne-/Lazarettschiff dauerhaft bei Angel Island, Kalifornien vor Anker gelegt wurde. Sie versah diesen Dienst, bis sie 1914 abgebrochen wurde.